# Rabah Madjer
Rabah Madjer (en árabe: مصطفى رابح ماجر‎; nacido el 15 de febrero de 1958 en Hussein Dey) es un exfutbolista y entrenador argelino. Jugó como delantero para el Oporto durante los años 1980, y con este equipo ganó la Champions League venciendo al Bayern de Múnich con un gran gol de tacón suyo. Es considerado el mejor futbolista argelino de todos los tiempos. En 1988 fichó por el Valencia CF, con el que disputó 14 partidos y marcó 4 goles, regresando ese mismo año al Oporto para retirarse 3 años después en 1991.
Entre octubre de 2017 y junio de 2018 dirigió la Selección de Argelia.

## Clubes
| Club                   | País     | Año       |
| ---------------------- | -------- | --------- |
| Onalait de Hussein-Dey | Argelia  | 1972-1973 |
| NA Hussein Dey         | Argelia  | 1973-1983 |
| RC Paris               | Francia  | 1983-1985 |
| Tours FC               | Francia  | 1985      |
| FC Porto               | Portugal | 1985-1988 |
| Valencia CF            | España   | 1988      |
| FC Porto               | Portugal | 1988-1991 |
| Qatar SC               | Catar    | 1991-1992 |

## Selección nacional
Debutó con la selección de Argelia el 4 de julio de 1978 con tan solo 19 años de edad. Es uno de los mejores jugadores de la historia de su selección, participó en las copas del mundo de las ediciones de 1982 y 1986 también en los Juegos Olímpicos en 1980 donde anotó un tanto; su selección avanzó hasta cuartos de final siendo eliminados por Yugoslavia.
También participó en  6 ediciones de la Copa Africana de Naciones (1980,1982,1984,1986,1990 y 1992) siendo en la Copa Africana de Naciones 1990 donde logró alzarse con el primer título continental de su selección y estuvo como capitán además de marcar 2 goles en su debut ante Nigeria donde golearon 5-1.

### Participaciones en Copas del Mundo
| Mundial                  | Sede                     | Resultado                | Partidos | Goles | Prom. |
| ------------------------ | ------------------------ | ------------------------ | -------- | ----- | ----- |
| Copa Mundial de 1982     | España                   | Primera fase             | 3        | 1     | 0.33  |
| Copa Mundial de 1986     | México                   | Primera fase             | 3        | 0     | 0.00  |
| Total en Copas del Mundo | Total en Copas del Mundo | Total en Copas del Mundo | 6        | 1     | 0.17  |

### Participaciones en Copas Africanas
| Copa                           | Sede                     | Resultado                | Pj | Goles | Prom. |
| ------------------------------ | ------------------------ | ------------------------ | -- | ----- | ----- |
| Copa Africana de Naciones 1980 | Nigeria                  | Subcampeón               | 5  | 0     | 0.00  |
| Copa Africana de Naciones 1982 | Libia                    | Cuarto lugar             | 5  | 0     | 0.00  |
| Copa Africana de Naciones 1984 | Costa de Marfil          | Tercer lugar             | 4  | 1     | 0.25  |
| Copa Africana de Naciones 1986 | Egipto                   | Primera ronda            | 2  | 1     | 0.50  |
| Copa Africana de Naciones 1990 | Argelia                  | Campeón                  | 4  | 2     | 0.50  |
| Copa Africana de Naciones 1992 | Senegal                  | Primera ronda            | 3  | 0     | 0.00  |
| Total en Copas Africanas       | Total en Copas Africanas | Total en Copas Africanas | 27 | 4     | 0.15  |

### Participaciones en eliminatorias
| Eliminatoria           | Resultado              | Pj | Goles | Prom. |
| ---------------------- | ---------------------- | -- | ----- | ----- |
| Eliminatorias 1982     | Clasificado            | 6  | 3     | 0.50  |
| Eliminatorias 1986     | Clasificado            | 6  | 3     | 0.50  |
| Total en Eliminatorias | Total en Eliminatorias | 12 | 6     | 0.50  |

## Palmarés

### Campeonatos nacionales
| Título                | Club           | País     | Año  |
| --------------------- | -------------- | -------- | ---- |
| Copa de Argelia       | NA Hussein Dey | Argelia  | 1979 |
| Primeira Liga         | F. C. Porto    | Portugal | 1986 |
| Supercopa de Portugal | F. C. Porto    | Portugal | 1986 |
| Primeira Liga         | F. C. Porto    | Portugal | 1988 |
| Copa de Portugal      | F. C. Porto    | Portugal | 1988 |
| Primeira Liga         | F. C. Porto    | Portugal | 1990 |
| Supercopa de Portugal | F. C. Porto    | Portugal | 1990 |

### Campeonatos internacionales
| Título                         | Equipo               | Sede          | Año  |
| ------------------------------ | -------------------- | ------------- | ---- |
| Copa de Campeones de Europa    | F. C. Porto          | Viena         | 1987 |
| Copa Intercontinental          | F. C. Porto          | Tokio         | 1987 |
| Copa Africana de Naciones      | Selección de Argelia | Argelia       | 1990 |
| Copa de Naciones Afroasiáticas | Selección de Argelia | Siria y Túnez | 1991 |

### Distinciones individuales
| Distinción                                                                            | Año        |
| ------------------------------------------------------------------------------------- | ---------- |
| Equipo ideal de la Copa Africana de Naciones                                          | 1982, 1990 |
| Balón de Plata africano                                                               | 1985       |
| Balón de Oro africano                                                                 | 1987       |
| Mejor jugador de la Copa Intercontinental                                             | 1987       |
| Máximo goleador de la Copa de Campeones de Europa                                     | 1988       |
| Balón de Bronce africano                                                              | 1990       |
| Mejor jugador de la Copa Africana de Naciones                                         | 1990       |
| Mejor Jugador Africano del siglo según la IFFHS Posición 5°                           | 1998       |
| Mejor jugador del siglo XX según la IFFHS Posición 62°                                | 2000       |
| Futbolista árabe del siglo XX según Al-Ittihad                                        | 2004       |
| Mejor jugador argelino del siglo XX según Le Buteur (Compartido con Lakhdar Belloumi) | 2009       |
| Premio Golden Foot "Leyenda del Fútbol"                                               | 2011       |
| Elegido como uno de los 48 mejores jugadores de la historia por la IFFHS              | 2016       |